# Muscle grand rond
Pour les articles homonymes, voir Grand rond.
Le muscle grand rond est un muscle pair profond postérieur de l'épaule.

## Structure
Le muscle grand rond est un muscle épais et allongé.

## Origine
Le muscle grand rond nait sur la face dorsale de l'angle inférieur de la scapula dans la fosse infra-épineuse et sur les fascias qui le séparent des muscles petit rond et infra-épineux.

## Trajet
Le muscle grand rond est oblique en haut, en avant et en dehors et se termine par un large tendon aplati.
Le tendon est séparé de l'humérus par la bourse subtendineuse du muscle grand rond.

## Insertion
Le tendon terminal s’insère sur le bord médial du sillon intertuberculaire de l'humérus. Le tendon est séparé du tendon terminal du muscle latissimus du dos par la bourse subtendineuse du muscle grand dorsal.

## Innervation
Le muscle grand rond est innervé par le nerf inférieur du muscle subscapulaire, branche collatérale du faisceau postérieur du plexus brachial.

## Action
Le muscle grand rond est adducteur et rotateur médial du bras.
Il est aussi extenseur accessoire du bras.

## Galerie

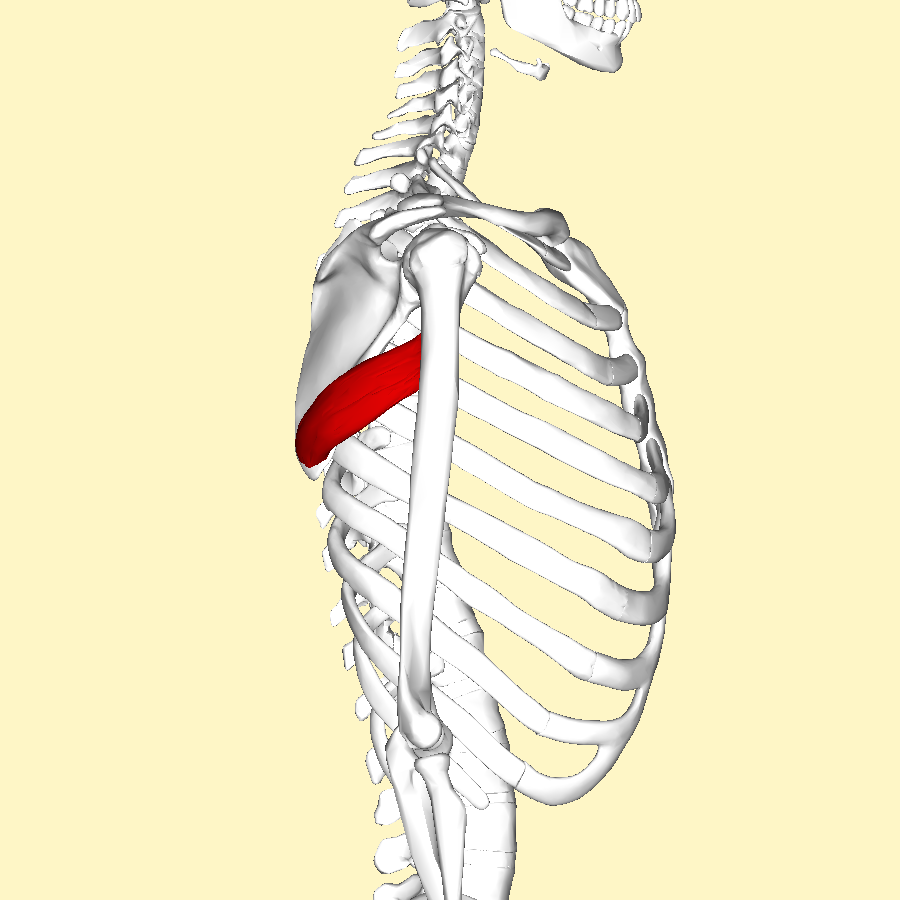
Vue latérale.
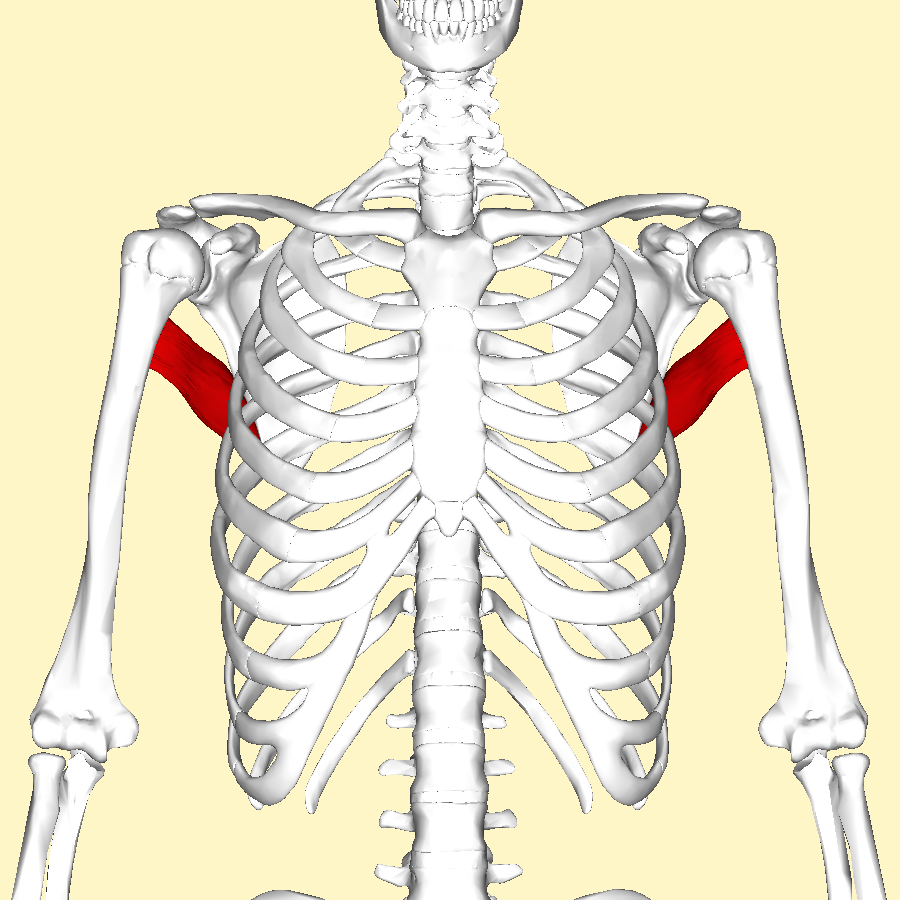
Vue antérieure
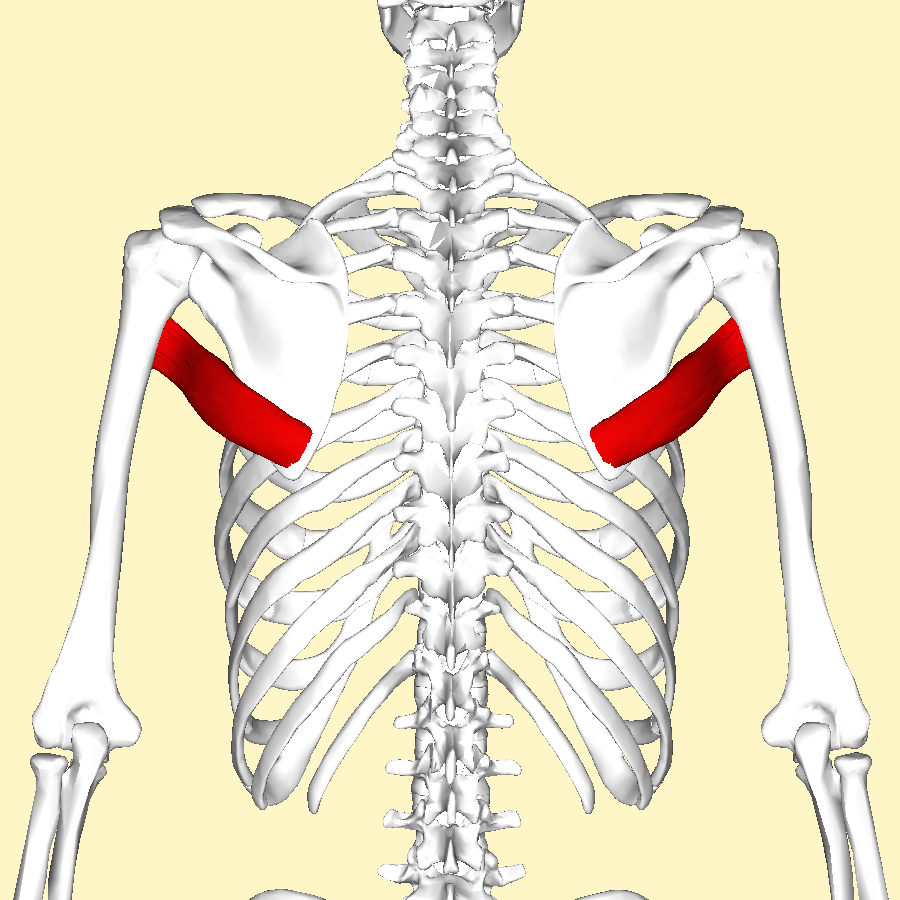
Vue postérieure
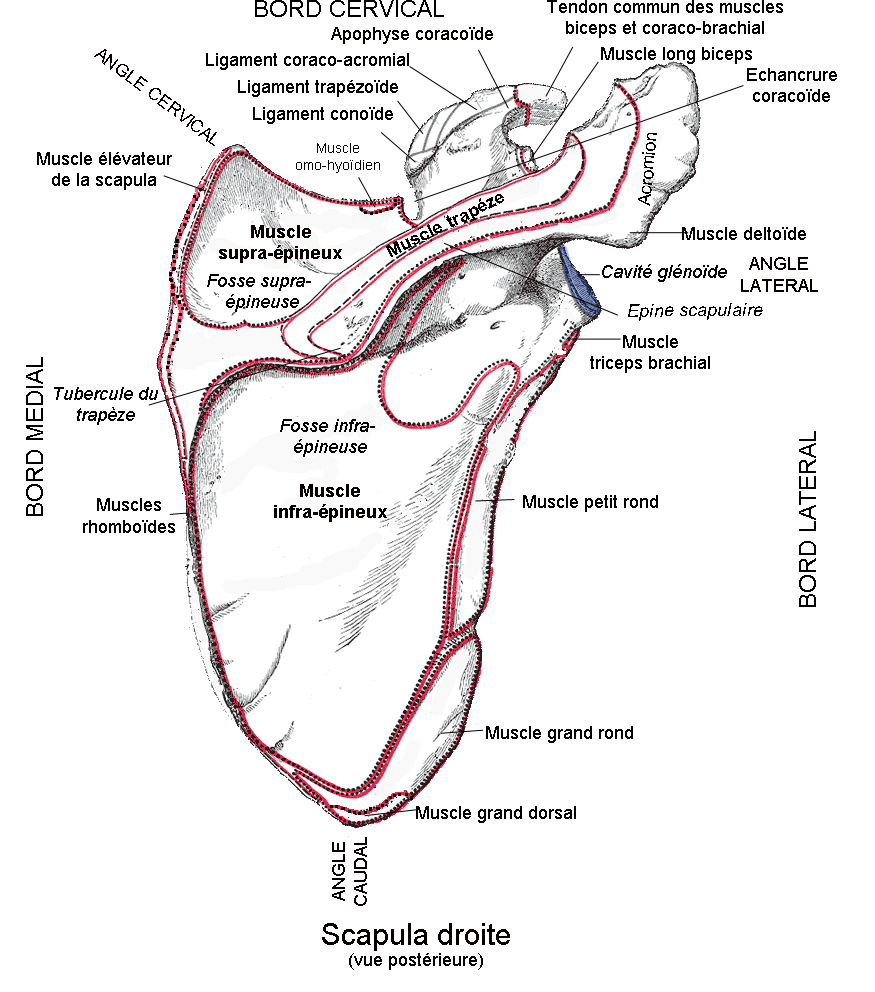
Origine scapulaire du muscle grand rond.
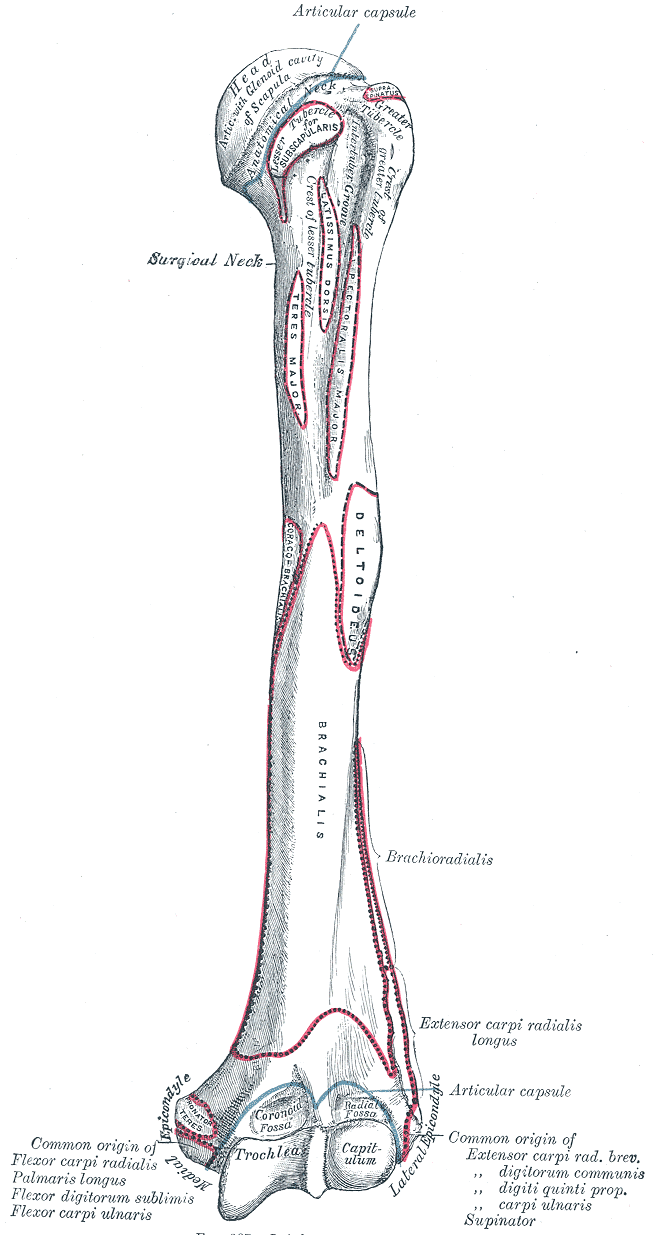
Insertion humérale du muscle grand rond (teres major).